# 서지 보호기

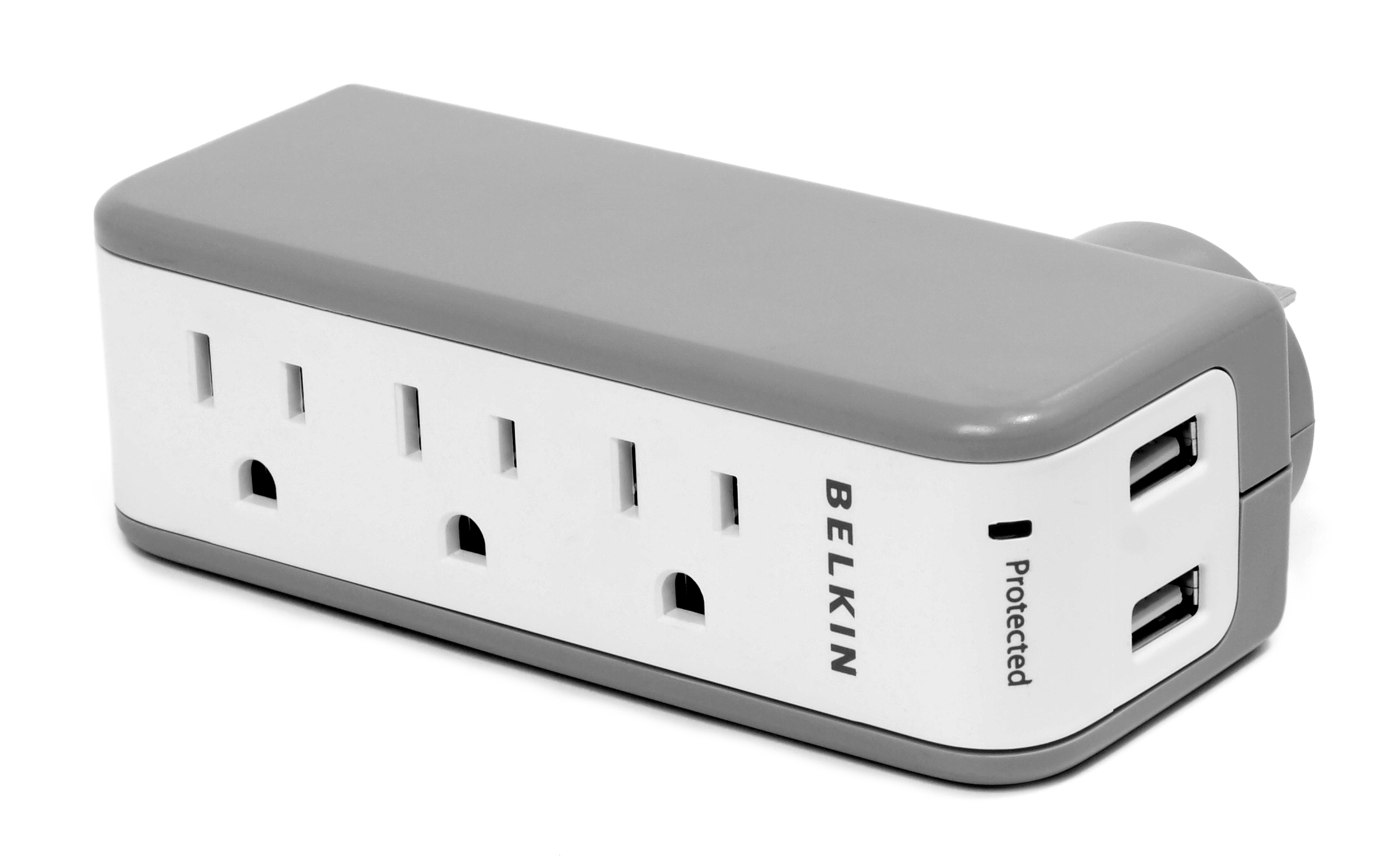

서지 보호기(surge protector)란 낙뢰 충격 전압으로부터 전력 설비의 손상을 방지하기 위한 기기이다.
교류(AC) 회로의 전압 스파이크로부터 전기 장치를 보호하기 위한 기기 또는 장치이다. 전압 스파이크는 일반적으로 1~30마이크로초 동안 지속되는 일시적인 이벤트이며 1,000볼트 이상에 도달할 수 있다. 전력선에 부딪히는 번개는 100,000볼트 이상의 스파이크를 발생시킬 수 있고 배선 절연을 타고 타서 화재를 일으킬 수 있지만, 약간의 스파이크라도 다양한 전자 장치, 컴퓨터, 배터리 충전기, 모뎀 및 TV 등을 파괴할 수 있다. 일반적으로 서지 장치는 주 전압의 약 3~4배인 설정 전압에서 트리거하고 전류를 접지로 전환한다. 일부 장치는 스파이크를 흡수하여 열로 방출할 수 있다. 일반적으로 흡수할 수 있는 에너지 양(줄)에 따라 등급이 매겨진다.

## 같이 보기
- 피뢰기
- 피뢰침